# ブラフマーナンダム
ブラフマーナンダム（Brahmanandam、1956年2月1日 - ）は、インドの俳優、コメディアン。テルグ語映画を中心に活動し、最も多くの映画にクレジットされた存命俳優としてギネス世界記録に登録されている。2009年にはインド映画界への貢献を認められパドマ・シュリー勲章を授与された。

## 人物
アーンドラ・プラデーシュ州サテナパリー出身。俳優になる前は西ゴーダーヴァリ県でテルグ語の講師として働いていた。妻との間に2人の子供をもうけ、2017年には孫が生まれた。
インド映画で最も優れたコメディ俳優の一人に挙げられており、特にコミカルな演技について高く評価されている。出演作品は1,000本を超え、ナンディ賞を5つ、フィルムフェア賞 南インド映画部門を2つ、CineMAA賞を6つ、南インド国際映画賞を3つ受賞している。

## フィルモグラフィー
- ならず者の婿殿（1992年）
- バブーを探せ!（1998年）
- ヤマドンガ（2007年）
- マガディーラ 勇者転生（2009年）
- ブリンダーヴァナム 恋の輪舞（2010年）
- バードシャー テルグの皇帝（2013年）
- ザ・フェイス（2014年）
- Lingaa リンガー（2014年）
- ヴァイクンタプラムにて（2020年）
- Sarileru Neekevvaru（2020年）
- カルキ 2898-AD（2024年）